# 俳優

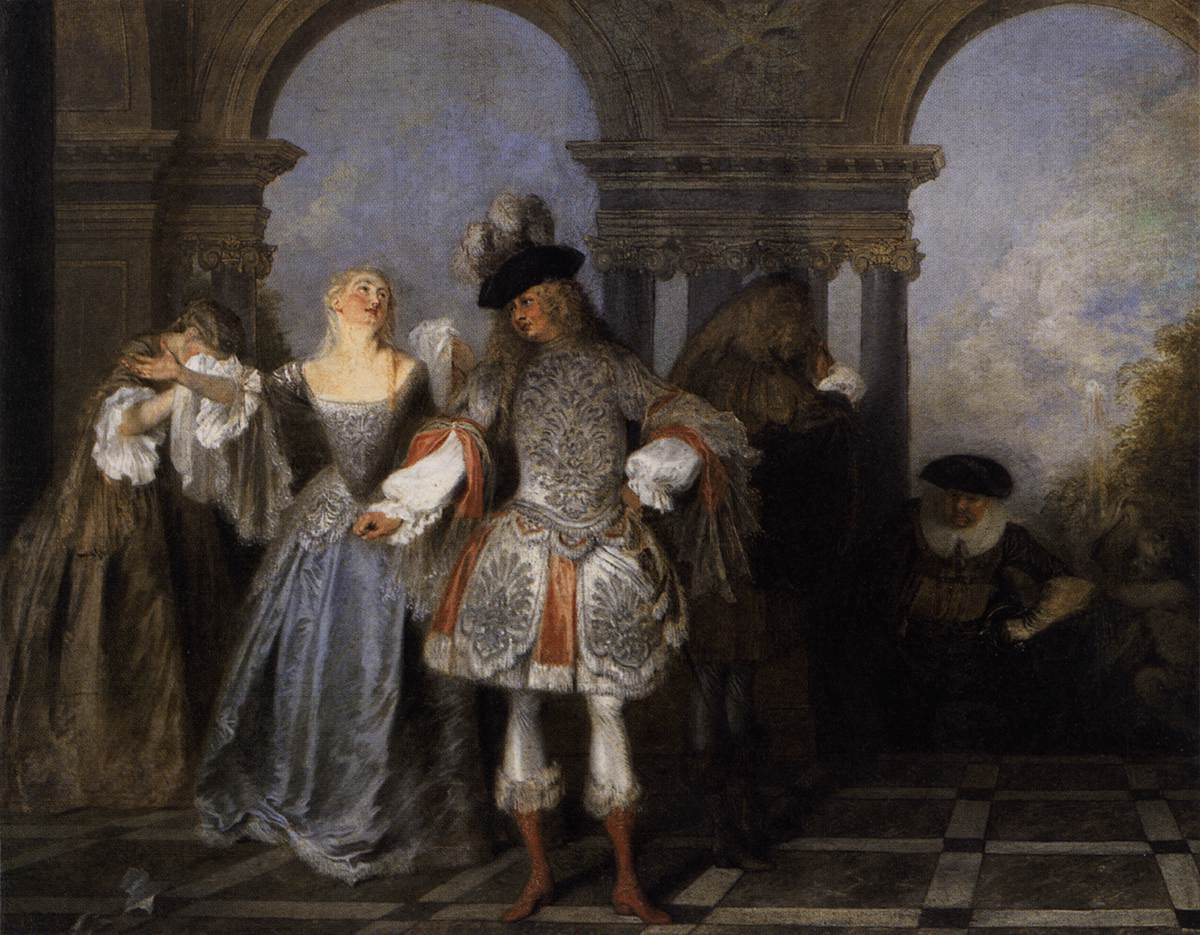
コメディ・フランセーズの俳優たち（1720年）

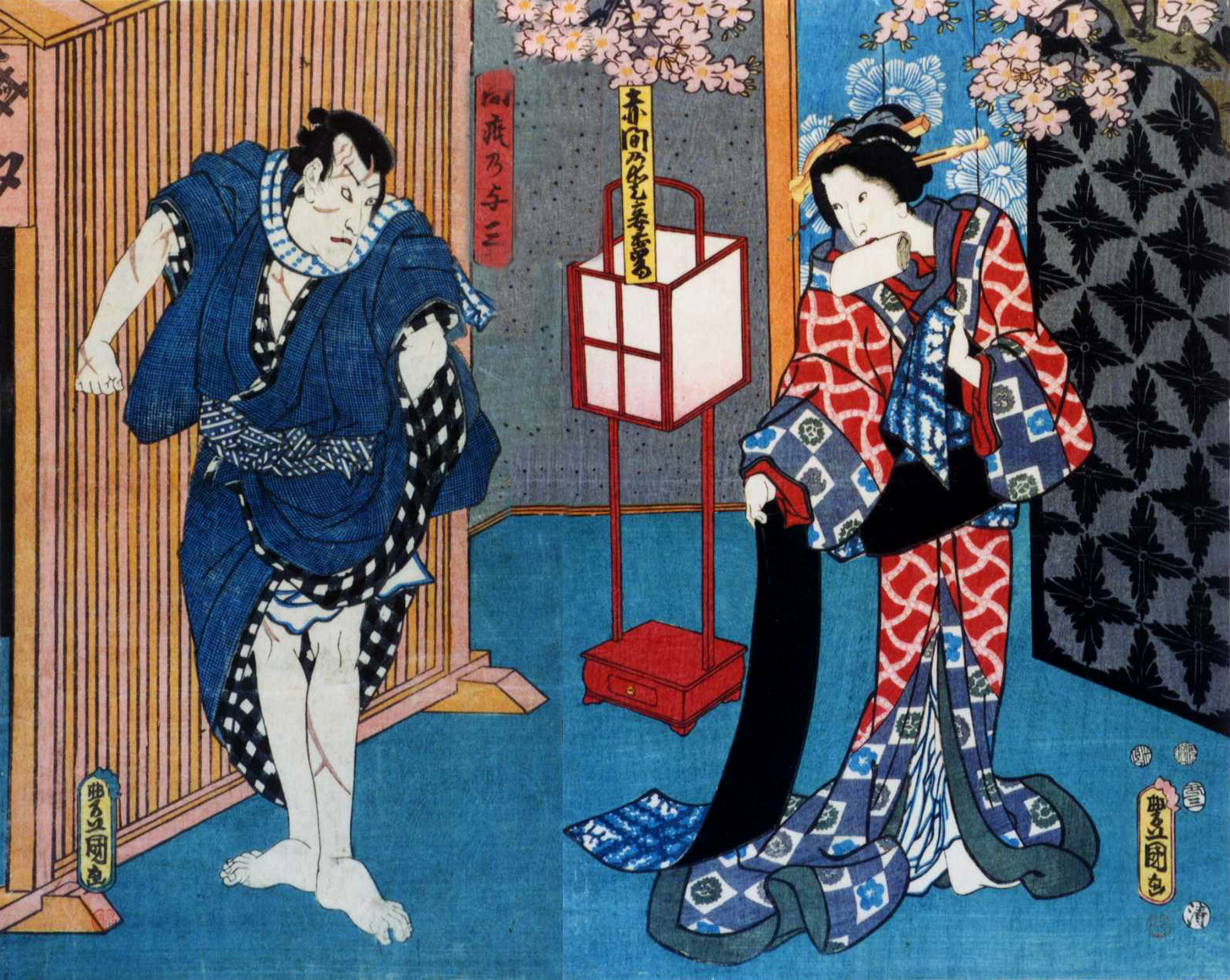
歌舞伎俳優（1853年）

俳優（はいゆう、英: actor）は、演劇や映画などにおいて、その人物に扮して台詞・身振り・表情などで演じる人、またはその職業のこと。

## 歴史
ギリシア悲劇は、はじめ1人の俳優によって演じられていた。その後、アイスキュロスが俳優を2人に増やし、ソポクレースが3人に増やしたと伝えられている。古代ギリシアの俳優は、ポリスから報酬を得ていた。
古代ローマやヨーロッパの中世では、俳優の数は少なかったという。だが、15世紀のフランスおよび周辺国では聖史劇（神秘劇）が流行しており、旧約聖書・新約聖書に題材を得てイエス・キリストの生誕・受難・復活の物語が演じられ、街の中心にある聖堂前の広場などで、地元の住民などが臨時の俳優となって参加する形で、数日間にわたり上演される、ということが各地で行われていた。
16世紀になると、コメディア・デラルテという仮面を用いる歌・踊りを交えた即興劇が流行するようになり、俳優が職業として成立するようになった。男性の俳優が主に活動していたが、16世紀末の段階でイタリアやフランスで職業的女優も登場するようになった。ただしイギリスでは、エリザベス朝演劇においては女の役は少年が女装して演じており、職業的女優が登場するのは17世紀後半になってからのことであった。
俳優の社会的地位というのは概してかなり低いものだったが、19世紀になると向上する傾向が生まれ、イギリスではナイトの称号を授けられる者まで現れた。
日本語の呼び名の歴史、語源
「俳優」という漢語は古くからあり、主に古代中国の宮廷道化師（君主の前で滑稽な劇を演じる人々）を指した。『荀子』や『韓非子』に「俳優侏儒」という表現がある。歴史に名を残した俳優に優施・優孟・優旃がいる。
現代日本語としての「俳優」は坪内逍遥に由来するとされる。

## 俳優の種類・分類

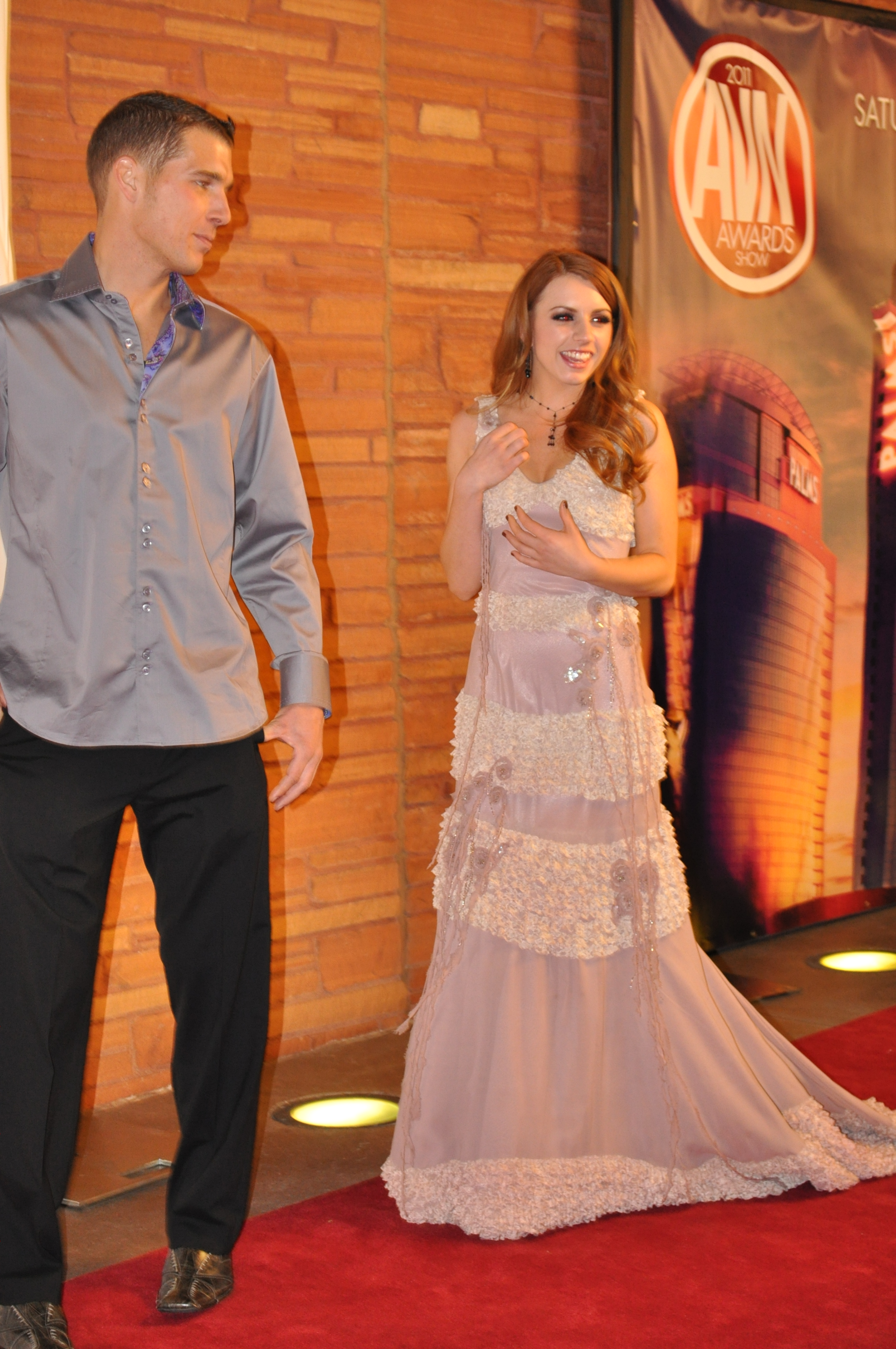

俳優は、それぞれの特色や得意な分野に着目してキャスティングされたり、ジャンル分けされることがある。しかし、このジャンル分けに明確な基準はなく、流動的である。

### 活動範囲での分類
俳優をその主な活動範囲に注目して分類することがあり、「舞台俳優」「映画俳優」「テレビ俳優」「ミュージカル俳優」などといった分類が行われることがある。
欧米では主にコメディ映画・ドラマで演技を行う者はコメディアンと分類されている。
舞台演劇を中心に活動している俳優が舞台俳優である。映画俳優とは、もっぱら映画に出演している俳優のことで、米国・ハリウッドには多数存在する。「テレビ俳優」とはもっぱら劇場公開されないテレビドラマに出演している俳優で、棲みわけのはっきりしている米国では舞台俳優、映画俳優のほかに「テレビ俳優」も区別され成立している。米国では他の職業同様に、俳優業も厳格な契約によって成立しており、映画やテレビの世界では細かな職業分類がなされて法的な権利の確保や職種別の労働組合活動が行われてきた歴史があり、契約書で書かれたこと以外は一切しない、それをさせたら違法とされ裁判沙汰になるのが通例である。米国の映画俳優は原則的にテレビ広告にも出演しない。
様々な分類がありうるが、たとえば二枚目俳優、性格俳優、喜劇俳優、悪役俳優、アクション俳優、老け役俳優、個性派俳優（怪優（かいゆう））、子役、脇役俳優、端役俳優（チョイ役俳優）、エキストラ俳優、スーツアクター、プライベートアクター、美人女優、脱ぎ女優、動物俳優などがある。日本では名題役者、時代劇俳優、剣劇俳優、大部屋俳優などという分類もある。
また、俳優はキャリアの長さに応じ、大御所俳優、中堅俳優、駆け出し俳優、新人などに分類されることもある。
アニメや洋画の吹き替えなどに声だけで出演する俳優は声優と称される。ただし、俳優でもナレーションなどで顔を出さない作品も存在する。逆に声優でも舞台やテレビなどで顔を出して出演することもあり、線引きが曖昧になっている。

### 性別での分類
英語圏で「actor」をジェンダー中立的な用語として男女問わずに使い、従来の「actor（男優） / actress（女優）」という呼び分けを廃する動きがあるほか、演劇などの分野では男女問わず舞台俳優を「player」と呼ぶ習慣がある。NHK等、以前は「女優」という言葉を使っていたが、近年は「俳優」と男女の別なく言及されるようになっているメディアも多い。性別による分類をするべきではないという考えがある一方で、女優は女優のままで良いという考えもあり、様々な意見が混在している。
俳優自身の性別とは別に、演じる役柄の性別による分類も分野によっては存在する。例えば、男性俳優のみで催す歌舞伎の場合は「立役」「女形」と呼び分けられ、女性俳優のみで催す宝塚歌劇団の場合は「男役」「娘役」と呼び分けられる。

## 仕事の内容と流れ
職業俳優の業務は、観客に公開することを目的とした劇作品を製作するために、その脚本（シナリオ）に基づき、プロデューサー・演出家・映画監督などの指導・指示の下、共演者や製作スタッフなどと協力して、その上演や撮影にあたって、与えられたキャスト（配役）を演じることにある。
俳優業は、まず自身の役を得ることが、ひとつの大仕事となる。ハリウッドでは一般的に、主要な役はすべてオーディションによって選ばれる。まずオーディションで選ばれないことには、俳優としての仕事が始まらない。大物俳優もオーディションに応募し、ひとつの役を巡って数倍から数十倍や数百倍におよぶ厳しい倍率の競争を勝ち抜いて役を得る。大物俳優もそうしたオーディションへの応募を年中繰り返すことでひとつひとつ自分の仕事を得ており、それを止めると仕事がパタリと無くなってしまう。
俳優の中には、ある役で高く評価されて人気が出る人も（ごく少数ではあるが）いる。大きく評価を受けた役を「当たり役」と呼ぶ。運よく類似の役が次々と出てくるようなことがあれば、その役を回してもらいやすくなり（指名してもらいやすくなり）、そうした「流れ」のようなものができて役獲得の労苦を免れる日々を人生の一時期過ごす俳優もわずかだがいる。
役を得た後の俳優の仕事の流れは、国・現場の種類・監督などによって異なっている面がある。香港映画ではしっかりした脚本が存在せず、あくまで監督の心に作品概略やアイディアだけがあり、俳優に事前に脚本が与えられず、主に撮影現場で監督が台詞を（思いつきで）与え、俳優の動作を指示しつつ撮影を進めてゆくことが多い。インド・ボリウッドでは、脚本がしばしば存在せず、撮影現場で監督の思いつきでストーリーが作られ台詞が与えられ、しかもボリウッド映画の定番である集団ダンス・シーンでは、ダンス担当監督が現場で自身の身体を使って手本を一度だけ見せ、主演俳優から多数の脇役（エキストラ・ダンサー）までが、それを見て一発で見事に模倣し撮影する、ということを次々と繰り返しつつ撮影が進む。日本では、上質の演技を行うために、通常は脚本が事前に渡され、俳優はそれを読み込み、役作りの上、打ち合わせ・稽古・リハーサルなどを繰り返すといった膨大な下準備を行い、その上で本番の演技を行う。
舞台や撮影は一般に、きわめて多人数の人々が携わることによって成立している。一般に俳優ひとりが欠ける（「穴をあける」）だけでも舞台や撮影が成立しなくなってしまう。したがって俳優という仕事は、病気や個人的な都合で安易に休むことができない。特に舞台は、観客と生身の俳優が一緒にいる「場」があってはじめて成立する。観客は、例えば早くからチケットを購入し、楽しみに思いつつ、さまざまな困難がある生活の中でスケジュールを調整した上で劇場に足を運んでおり、それを裏切るわけにはいかない。また休演などという事態を引き起こすと、他の俳優にも迷惑をかけ、また観客にチケット代の払い戻しをしなければならなくなり、興行主が莫大な損失を被ることが多い。俳優が舞台に穴をあけてしまうようなことをすると、次の仕事が来なくなると言われていたり、俳優を仕事に選んだら「親の死に目にも会えない」と言われていたりする。

## 日本の俳優

### 歴史
日本では平安時代末期に田楽や猿楽という演劇があり、これを演ずる田楽法師や猿楽法師が日本での職業的俳優のはじまりだと考えられている。
その後、能を演じる能役者が現れた。また、江戸時代初期には歌舞伎を演ずる歌舞伎役者が現れた。
明治時代になると新派や新劇と呼ばれる新しい演劇ジャンルが生まれ、それぞれのジャンルの俳優が活躍するようになった。

#### 昭和 - 平成
戦前の大スター・月形龍之介や、阪東妻三郎、大河内傳次郎といった人たちは、映画監督より圧倒的に立場が上で、監督がいちいち「先生、ここでお"アップ"1枚ちょうだいします」と言っていたという。
1950年代から1960年代にかけて五社協定という取り決めがあり、映画会社と専属契約を結んだいわゆる映画俳優は、自社製作の映画以外への出演が制限されるなど、明確に活動範囲を区分されていた。そのため初期の大河ドラマは、歌舞伎界や新劇などの俳優に頼らざるを得なかった事情がある。同時期の民放のテレビドラマも同様で、海外ドラマを輸入して放送したり、テレビ局で制作するドラマには、映画俳優以外の俳優や新人を起用することで対処していた。
1970年代になり、邦画の斜陽化に伴って五社協定が自然崩壊し、さらには映画会社がテレビドラマの外注先になってテレビ映画を制作するなど、映画とテレビとの垣根はほぼ消滅した。既にテレビドラマの制作現場では映画俳優に頼らないシステムが確立され、別ジャンルから俳優業に参入するケースは以前より増えた。ただし、テレビドラマにおいては俳優の実力よりも、テレビ局と所属事務所、あるいは番組スポンサーとの関係や、俳優個人の人気すなわち視聴率を取れるかどうかを重視してキャスティングすることが多く、視聴者が疑問を感じるキャスティングがされる場合もある。
現在の日本国内においてもっぱら劇場用映画に出演して生活を成り立たせることができる者は皆無に近い。つまり「映画俳優」はほぼいなくなった。
1990年代以降、テレビ局主導で映画製作が行われるケースも一般的になり、テレビドラマの制作スタイル（俳優業を本業としない者が俳優を兼業するスタイル）の領域も拡大傾向にある。一方で、俳優と名乗りながらバラエティ番組などで活動している者も多数おり、職業としての俳優という区分は曖昧になりつつある。これについて、映画俳優の設定が確立しているアメリカと違い、拘束時間が長い割に金銭的に恵まれない日本の俳優の環境のちがいの指摘もあるが、俳優個人の価値観や所属事務所の方針の問題も大きい。また、それぞれの出身の職業をあくまで本業としつつ、俳優業を含めて様々な活動を行う者もおり、マルチタレントと呼ばれる場合がある。これは評価される場合もあるが、否定的な見方をされることも多い。
俳優業は華やかな一面、厳しい世界だと言われている。俳優を志望しても俳優として食べられる（それ自体で生活を維持できる程度の収入を得られる）人はごくわずかで、収入も安定していないため、俳優として食べられるようになる段階に到達する人の数よりも、中途半端な状態で挫折してしまう人の数のほうがはるかに多い。また、一旦ある程度仕事が増えても、そのままずっと俳優でいられる保証はなく、一時的には第一線で活躍していた俳優でもその後はほとんど仕事がない人もいる。
なお、俳優も含めて出演者全般を示す語句の1つに「演者」があるが、奥田瑛二によれば「演者」は芸人が考えた語句であり、俳優の意味で使うのは間違いであるという。

#### 日本における女優の歴史
日本では、歌舞伎の創始者といわれる出雲阿国のように、江戸時代初期には女性が芝居に出演していたが、寛永年間（1624年 - 1643年）に遊女歌舞伎が禁止されたため、それ以降女性が芝居に出ることは原則として不可能になった。代わって男性が女形として女性の役を演じ、この伝統が明治に入っても続いていた。1899年、川上音二郎一座に所属する川上貞奴が女形の代役として、サンフランシスコ公演にて急遽出演して成功をおさめ、これによって川上貞奴は、「日本初の女優」と呼ばれるようになった。
川上貞奴は1908年、渋沢栄一などの後援を得て東京・芝に「帝国女優養成所」を開所し、本格的に女優育成の事業を開始した。
入所資格は16歳から25歳まで、高等小学校以上の学歴、保証人2人と庶民には高いハードルを設けた結果、上流階級の令嬢を集めることに成功。一期生からは森律子や村田嘉久子を輩出した。
1914年、小林一三が宝塚少女歌劇団（現・宝塚歌劇団）を設立し、女性が男性役も演じる、女性による歌劇・芝居の形式も誕生した。宝塚歌劇団に所属する女優（女性団員）は「タカラジェンヌ」（宝塚とパリジェンヌの合成語）と呼ばれている。

## 収入
俳優のほとんどは、統計的に見ると、他の職業に比べて平均生涯年収が低い。
ほとんどの俳優は、舞台俳優であれ、テレビ俳優であれ、俳優の収入だけでは生活できない。収入の大半は不定期のアルバイトで得ている。しかもほとんどは、テレビ画面などとは関係の無いアルバイトである。俳優の変則的な時間都合を優先するために、勤務の日や時刻の変更が比較的自由なアルバイトが多い。（たとえば飲食店の皿洗い・配膳・注文受け・簡単な調理。あるいは（男性だと）ちから仕事系の引っ越しの単発アルバイト、単発で入る店舗売場・オフィス・イベント会場などの什器の運搬や組み立てなどの「軽作業」など。誰からも見られていない仕事が意外に多い。）俳優の仕事を得る可能性を残すために自由度を優先するとアルバイトの種類もそれなりに限られる。必ず決まった曜日の決まった時間帯に年中しなければならないアルバイトというのは、俳優をしたい人にはやりづらい。ハリウッドの俳優や韓国の俳優、その中でも容姿が良いことが「売り」の人の場合は、それを利用して（テレビ画面には出ていないが）バーテンダーのアルバイトをして生活費を稼ぐパターンもある（これの場合は、一応は「人から見られる」仕事ではある）。
テレビや映画に「ある程度」出演できるようになった俳優でも、実際には収入の主たる部分は、そうしたアルバイトである。テレビや映画に出演している俳優のリストをじっくり見れば分かることだが、たいてい出演者は数十名から数百名ほどおり、そのほとんどはいわゆる「脇役」である。観客は主役級2 - 3名のことばかり意識し、他の（脇役）俳優を忘れたり意識からほとんど消し去ったりしているが、俳優をしている側から見ると俳優仲間のほとんどは脇役しかしていないのである。大多数の俳優（脇役しか演じていない俳優）は、アルバイトで生活費の大部分を稼いでいる。
「ある程度は出演」のレベルを超えて「（それなりに）顔が知られている」レベルになっても、俳優は他の芸能界の職業よりも収入が低い。その原因として、1時間のバラエティ番組が、2時間程度で収録できるのに対し、1時間のドラマは撮影に1週間以上かかることや、ミュージシャンや芸人のように自分で自ら企画して仕事をするのが難しいことが挙げられる。そのため、かなり有名になった俳優ですら、日本の俳優はドラマや映画ではなくコマーシャルのギャラで生活している。しかし、俳優が何本ものコマーシャルに出演するのは、アジア独自の文化であり、ハリウッドの俳優の多くは、コマーシャルの収入がない。そのため、ごく一部の俳優を除き、日本の俳優より遥かに収入が少なく、大作映画のメインキャストや、地上波ドラマのレギュラーキャストもアルバイトで生計を立てているのが実情である。